# Бурнакский сельсовет
Бурнакский сельсовет — муниципальное образование со статусом сельского поселения в составе Жердевского района Тамбовской области Российской Федерации
Административный центр — село Бурнак.

## История
В соответствии с Законом Тамбовской области от 17 сентября 2004 года № 232-З установлены границы муниципального образования и статус сельсовета как сельского поселения.

## Население
| 2010  | 2012  | 2013  | 2014  | 2015  | 2016  | 2017  |
| ----- | ----- | ----- | ----- | ----- | ----- | ----- |
| 2502  | ↘2475 | ↘2444 | ↘2388 | ↘2297 | ↘2285 | ↘2245 |
| 2018  | 2019  | 2020  | 2021  |       |       |       |
| ↘2195 | ↘2124 | ↘2093 | ↗2106 |       |       |       |

## Состав сельского поселения
| № | Населённый пункт | Тип населённого пункта       | Население |
| - | ---------------- | ---------------------------- | --------- |
| 1 | Бурнак           | село, административный центр | ↘2216     |
| 2 | Воскресеновка    | деревня                      | 11        |
| 3 | Михайловка       | село                         | 54        |
| 4 | Прудок           | посёлок                      | 5         |
| 5 | Ракитино         | деревня                      | 7         |
| 6 | Рымарево         | посёлок                      | ↘209      |

### Упразднённые населённые пункты
Посёлок Волна.